# Pseudocillimus distinctus
Pseudocillimus distinctus là một loài tò vò trong họ Ichneumonidae.